# Burberry
Burberry er et britisk tøjmærke kendt for sit karakteristiske mønster, der er et af de mest kopierede. Virksomheden har butikker over hele verden. I Danmark har den både en afdeling i Illum og en flagstore på Østergade i København og sælges i adskillige tøjforretninger. Firmaet er leverandør til det britiske hof.

## Historie
Mærket blev grundlagt i 1856, da den 21-årige Thomas Burberry åbnede forretning i Basingstoke i Hampshire. I 1870 var forretningen velrenommeret og begyndte at producere overtøj. I 1880 opfandt Thomas Burberry stoffet gabardine, som er slidstærkt, vandtæt og luftigt.
Den første butik åbnede i London i 1891, og bygningen er i dag firmaets hovedkvarter. Ti år senere bad hæren det designe en uniform til de britiske officerer. Firmaet leverede tøj til den første mand på Sydpolen, Roald Amundsen. Da 1. verdenskrig brød ud, forenklede Burberry sine uniformer og opfandt trenchcoaten. Efter krigen blev mærket bl.a. båret af Humphrey Bogart i Casablanca, Peter Sellers i Den lyserøde panter og Audrey Hepburn i Breakfast at Tiffany's.

## Burberry-mønstret
Det røde, hvide, sorte og sandfarvede ternede mønster kendt som 'Nova' blev synonymt med Burberry. Det blev første gang brugt som for i firmaets trenchcoat i 1924. Det var først i 1967, at ternen blev benyttet i andre kollektioner. Mærket blev relanceret i 1997, efter det var berygtet som mærke for overklassens ældre kvinder. Et nyt hold designere ændrede den opfattelse, og da fx David Beckham begyndte at gå med tøjet, det blev populært. I dag er det Burberrys halstørklæder, der kan fås i næsten alle farver og materialer, der er den mest solgte vare fra firmaet.